# Nemingha
Nemingha är en del av en befolkad plats i Australien. Den ligger i kommunen Tamworth Municipality och delstaten New South Wales, i den sydöstra delen av landet, omkring 300 kilometer norr om delstatshuvudstaden Sydney. Antalet invånare är 288.
Närmaste större samhälle är Tamworth, nära Nemingha.
Trakten runt Nemingha består till största delen av jordbruksmark. Runt Nemingha är det mycket glesbefolkat, med 3 invånare per kvadratkilometer. Genomsnittlig årsnederbörd är 1 272 millimeter. Den regnigaste månaden är februari, med i genomsnitt 223 mm nederbörd, och den torraste är oktober, med 25 mm nederbörd.